# Brayden McNabb
Brayden McNabb (* 21. Januar 1991 in Davidson, Saskatchewan) ist ein kanadischer Eishockeyspieler, der seit Juni 2017 bei den Vegas Golden Knights aus der National Hockey League unter Vertrag steht. Mit dem Team gewann der Verteidiger in den Playoffs 2023 den Stanley Cup. Zuvor war er in der NHL für die Buffalo Sabres und die Los Angeles Kings aktiv.

## Karriere
Der Verteidiger war zunächst von 2006 bis 2007 für die Notre Dame Hounds in der unterklassigen kanadischen Juniorenliga Saskatchewan Midget AAA Hockey League aktiv, ehe er im Verlauf der Saison 2006/07 seine ersten Einsätze für die Kootenay Ice in der Western Hockey League absolvierte. In der darauffolgenden Spielzeit gelang dem Linksschützen der Durchbruch in der Western Hockey League, als er in 65 Partien der regulären Saison für die Kootenay Ice auflief und elf Punkte erzielte. In den darauffolgenden Saisons gelang es dem Kanadier seine Punkteausbeute stark zu steigern; nachdem er in der regulären Saison 2008/09 insgesamt 36 Scorerpunkte verbuchte, standen ein Spieljahr später bereits 56 Zähler in seiner persönlichen Statistik zu Buche, womit er teamintern erfolgreichster Verteidiger war. Während dieser Zeit wurde er beim NHL Entry Draft 2009 in der dritten Runde an insgesamt 66. Position von den Buffalo Sabres ausgewählt.

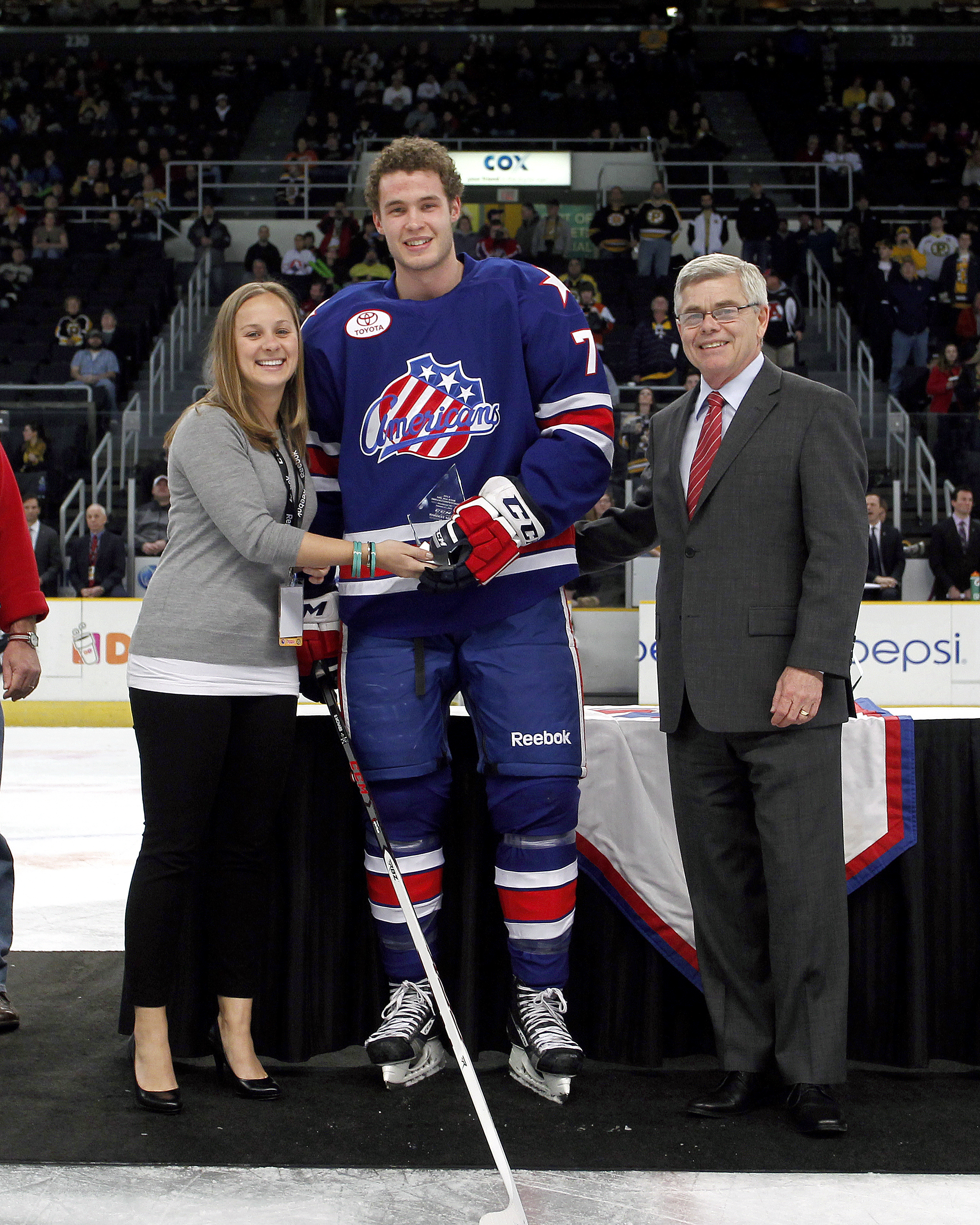
Brayden McNabb beim AHL All-Star Classic (2013)

Für die Saison 2010/11 wurde McNabb zum Mannschaftskapitän der Kootenay Ice ernannt. Mit 21 Toren, 51 Torvorlagen und 72 Punkten in 59 Spielen der regulären Saison stellte er jeweils neue persönliche Bestleistungen auf. In der Endrunde war McNabb der offensivstärke Verteidiger der Liga mit 27 Punkten. In der Finalserie um den Ed Chynoweth Cup setzte er sich mit der Mannschaft in fünf Begegnungen gegen die Portland Winterhawks durch und gewann zum Abschluss seiner Juniorenlaufbahn die WHL-Meisterschaft. Im Mai 2011 unterzeichnete McNabb einen dreijährigen Einstiegsvertrag bei den Buffalo Sabres aus der National Hockey League. Zur Saison 2011/12 debütierte er für deren Farmteam, die Rochester Americans, in der American Hockey League. In derselben Spielzeit absolvierte der Verteidiger außerdem sein erstes NHL-Spiel. Nach der Saison 2011/12 kam er allerdings zu keinem weiteren NHL-Einsatz und spielte ausschließlich für die Americans in der AHL.
Im März 2014 gaben ihn die Sabres in der Folge samt Jonathan Parker und zwei Zweitrundenwahlrechten an die Los Angeles Kings ab, die im Gegenzug Hudson Fasching und Nicolas Deslauriers nach Buffalo transferierten. McNabb wurde direkt im Farmteam der Kings, den Manchester Monarchs, eingesetzt und sein auslaufender Vertrag am Ende der Saison 2013/14 um zwei Jahre verlängert.
Im Juni 2017 wurde er im NHL Expansion Draft 2017 von den Vegas Golden Knights ausgewählt. Mit dem Team erreichte er in den Playoffs 2018 überraschend das Finale um den Stanley Cup, unterlag dort allerdings den Washington Capitals. In den Playoffs 2023 gelang abermals der Finaleinzug sowie wenig später durch einen 4:1-Erfolg über die Florida Panthers der erste Stanley-Cup-Gewinn der noch jungen Franchise-Geschichte.

### International
McNabb vertrat Kanada bei der U18-Junioren-Weltmeisterschaft 2009, bei der er in sechs Spielen für die Ahornblätter auf dem Eis stand und mit der Mannschaft den vierten Platz erreichte. Außerdem war er Mitglied des Teams Canada Western, welches bei der World U-17 Hockey Challenge 2008 die Bronzemedaille gewann.

## Erfolge und Auszeichnungen
| - 2009 Teilnahme am CHL Top Prospects Game - 2010 WHL East First All-Star Team - 2011 WHL East First All-Star Team - 2011 Ed-Chynoweth-Cup-Gewinn mit den Kootenay Ice | - 2011 Meiste Assists in den WHL-Playoffs - 2013 Teilnahme am AHL All-Star Classic - 2014 Teilnahme am AHL All-Star Classic - 2023 Stanley-Cup-Gewinn mit den Vegas Golden Knights |

### International
- 2008 Bronzemedaille bei der World U-17 Hockey Challenge

## Karrierestatistik
Stand: Ende der Saison 2024/25

### International
Vertrat Kanada bei:
- World U-17 Hockey Challenge 2008
- U18-Junioren-Weltmeisterschaft 2009

(Legende zur Spielerstatistik: Sp oder GP = absolvierte Spiele; T oder G = erzielte Tore; V oder A = erzielte Assists; Pkt oder Pts = erzielte Scorerpunkte; SM oder PIM = erhaltene Strafminuten; +/− = Plus/Minus-Bilanz; PP = erzielte Überzahltore; SH = erzielte Unterzahltore; GW = erzielte Siegtore; 1 Play-downs/Relegation; Kursiv: Statistik nicht vollständig)